# Svanemøllens Kaserne
Svanemøllens Kaserne – oprindeligt Ingeniørkasernen – på Vognmandsmarken i København er et stort kaserneanlæg opført 1895-1896 af arkitekt Caspar Leuning Borch og kaptajn H. Ulrich. Dets nuværende navn er fra 1956.
Anlægget er blandt de sidste i københavnsområdet, som fortsat er i brug og som planlægges til at blive brugt af militæret i fremtiden.

## Fremtid
Forsvarsministeriets Ejendomsstyrelse har anmodet Københavns Kommune om at udarbejde en lokalplan for området, idet man ønsker at udvide kasernens areal med et nyt hovedkvarter for Forsvarets Efterretningstjeneste, et campusområde for Forsvarsakademiet og tre officersskoler. Desuden skal der etableres faciliteter til et permanent helikopterberedskab, som bl.a. skal støtte Rigspolitiet i dets antiterrorberedskab.